# Kruger (gruppo musicale)
I Kruger sono un gruppo musicale melodic power metal russo formato nel 1989 a Mosca.

## Formazione

### Formazione attuale
- Gina Rock'n'Roll - voce, basso
- Aleksandr Hamer - voce, chitarra
- Diesel - batteria

### Ex componenti
- Myasnik - basso
- Maniac - basso
- Bulldoser - basso
- Potroshitel - basso

## Discografia

### Album studio
- 1991 - Satan's Embryo
- 1992 - Rozhdenniy Mrakom
- 1998 - Deti Vrazhdi
- 2002 - Vera i Religia (Faith and Religion)
- 2002 - Mi - Rock
- 2004 - No Compromise
- 2005 - Fiend's Sou
- 2007 - Rocks And Steel
- 2009 - 9th Messiah
- 2010 - Ordamor

### Live
- 2006 - Live Steel

### Raccolte
- 2009 - Shipy i Rozy